# Classe Tambor
La classe Tambor, est une classe de douze sous-marins d'attaque conventionnels de l'US Navy construits entre 1939 et 1941 pour suivre la classe Sargo et actifs entre 1940 et 1946.

## Liste des navires
| Nom      | Numéro de la coque | Constructeur                               | Pose de la quille | Lancement        | Commissionné     | Destin |
| -------- | ------------------ | ------------------------------------------ | ----------------- | ---------------- | ---------------- | --- |
| Tambor   | SS-198             | Electric Boat, Groton, Connecticut         | 16 janvier 1939   | 20 décembre 1939 | 3 juin 1940      | Navire de formation de réserve après la guerre ; vendu pour la ferraille le 1er septembre 1959                                                          |
| Tautog   | SS-199             | Electric Boat, Groton, Connecticut         | 1er mars 1939     | 27 janvier 1940  | 3 juillet 1940   | Navire de formation de réserve après la guerre ; vendu pour la ferraille le 15 novembre 1959 à la Bultema Dock and Dredge Company de Manistee, Michigan |
| Thresher | SS-200             | Electric Boat, Groton, Connecticut         | 27 avril 1939     | 27 mars 1940     | 27 août 1940     | Vendu pour la ferraille 18 mars 1948 à Max Siegel à Everett, Massachusetts                                                                              |
| Triton   | SS-201             | Portsmouth Navy Yard, Kittery, Maine       | 5 juillet 1939    | 25 mars 1940     | 15 août 1940     | Perdu après l'attaque de trois destroyers le 20 mars 1943                                                                                               |
| Trout    | SS-202             | Portsmouth Navy Yard, Kittery, Maine       | 8 août 1939       | 21 mai 1940      | 15 novembre 1940 | Perdu autour du 29 février 1944, probablement à la suite d'une attaque ennemie                                                                          |
| Tuna     | SS-203             | Mare Island Navy Yard, Vallejo, California | 19 juillet 1939   | 2 octobre 1940   | 2 janvier 1941   | Utilisé comme cible le 24 septembre 1948 |

Les six derniers navires de la classe Tambor sont souvent considérés comme faisant partie de la classe Gar.
| Nom       | Numéro de la coque | Constructeur                         | Pose de la quille | Lancement        | Commissionné  | Destin |
| --------- | ------------------ | ------------------------------------ | ----------------- | ---------------- | ------------- | --- |
| Gar       | SS-206             | Electric Boat, Groton, Connecticut   | 27 décembre 1939  | 27 novembre 1940 | 14 avril 1941 | Navire de formation de réserve après la guerre ; vendu pour la ferraille 18 novembre 1959 à la Acme Scrap Iron and Metal Company |
| Grampus   | SS-207             | Electric Boat, Groton, Connecticut   | 14 février 1940   | 23 décembre 1940 | 23 mai 1941   | Perdu le 5 mars 1943, probablement à la suite d'une attaque ennemie                                                              |
| Grayback  | SS-208             | Portsmouth Navy Yard, Kittery, Maine | 3 avril 1940      | 31 janvier 1941  | 30 juin 1941  | Lost to enemy action 27 février 1944                                                                                             |
| Grayling  | SS-209             | Portsmouth Navy Yard, Kittery, Maine | 15 décembre 1939  | 29 novembre 1940 | 1er mars 1941 | Perdu entre le 9 et le 12 septembre 1943, à la suite d'un accident ou d'une attaque ennemie                                      |
| Grenadier | SS-210             | Portsmouth Navy Yard, Kittery, Maine | 2 avril 1940      | 29 novembre 1940 | 1er mai 1941  | Echoué à la suite d'une attaque ennemie le 22 avril 1943                                                                         |
| Gudgeon   | SS-211             | Portsmouth Navy Yard, Kittery, Maine | 22 novembre 1939  | 25 janvier 1941  | 21 avril 1941 | Perdu entre le 7 avril et le 7 juin 1944, à la suite d'un accident ou d'une attaque ennemie                                      |